# Джовани дос Сантос
Вижте пояснителната страница за други личности с името Джовани.
Джовани дос Сантос (на испански: Giovanni dos Santos, собственото име на италиански: Джовани, фамилията – на португалски: дош Сантош) е бивш мексиканси футболист от бразилски произход. Роден в Монтерей, Мексико през 1989 г. 
Джовани дос Сантос е един от считаните бъдещи топ футболисти, според едни от най-големите футболни спецове (Жозе Моуриньо, Франц Бекенбауер, Йохан Кройф, Сър Алекс Фъргюсън, Арсен Венгер, Фабио Капело и други футболни легенди. Дори самият Роналдиньо признава пред Испански спортен журналист, че дос Сантос е може би следващият Роналдиньо. Джовани заедно със съотборникът му в националния тим на Мексико Карлос Вела, бразилеца Алешандре Пато и босненецът Миралем Пянич са считани за бъдещи носители на златната топка, с изключение на Андерсон, който вече има една такава, за най-добър футболист до 21 години.